# 逸東邨北
逸東邨北（英語：Yat Tung Estate North，代號：T03），是香港離島區議會屬下的選區，2007年設立，2023年取消，末任區議員為獨立民主派人士方龍飛。

## 範圍
選區位於東涌新市鎮西面，由整條逸東（二）邨，包括悅逸樓、翠逸樓、謙逸樓、勤逸樓、傑逸樓、居逸樓、美逸樓、滿逸樓、寶逸樓、信逸樓、瑞逸樓和德逸樓，以及逸東（一）邨的康逸樓及清逸樓組成，與其相連的選區有大嶼山和滿逸選區，投票站設於香港教育工作者聯會黃楚標學校。

## 沿革
逸東邨分為兩期，第一期自2002年開始入伙，2003年區議會選舉，整條逸東邨劃為逸東選區，而第二期則於2004-05年間入伙，全邨合計遠超一萬七千人的選區人口限額。
2007年區議會選舉，逸東邨是離島區內比較貧窮的屋邨，據稱邨內領取綜援的居民比例較高。由於逸東邨分為（一）、（二）兩邨，故在選區劃界時分為逸東邨北及逸東邨南。逸東邨北以逸東（二）邨為基礎，但加入逸東（一）邨的清逸樓，估算選區約18,862人，其中有4,651位選民。上屆敗給民建聯老廣成的民主黨郭平，今屆不在一邨與老廣成對決，轉到逸東（二）邨。工聯會則在逸東（二）邨開設辦事處，並派出鄧家彪於此區參選，最後鄧家彪以1,510票打敗了郭平的1,317票。
2011年區議會選舉，人口估算約21,457人，其中有8,103位選民，郭平繼續參選與連任的鄧家彪爭奪，最終鄧家彪第二次打敗郭平。其後鄧氏於2012年區議會選舉獲工聯會派往勞工界功能組別參選，當選後成為立會區會雙料議員。
2015年區議會選舉，逸東（一）邨清逸樓劃到逸東邨南，使一二邨各自一個選區。本區當時估算為18,959人，其中8,651位選民。民主派過去一直只有郭平在逸東邨內服務，而郭於本屆決定返回逸東邨南選區參選，原本有望自動當選的鄧家彪在提名期結束前，受到傘兵梁漢威空降挑戰，梁更表明參選目的就是要阻止鄧自動當選。最終鄧家彪取得3,061票，大比數擊敗僅得九百票的梁漢威成功當選連任。至於過去兩屆選舉於此區落敗的郭平，則在逸東邨南選區勝出，令親中派不能控制逸東邨兩個議席。
2019年區議會選舉，因應滿東邨入伙，而逸東邨南選區吸收滿東邨後人口過多，逸東（一）邨清逸樓、康逸樓劃入本區，人口估算為24,772人。在任工聯會區議員鄧家彪為了鋪路出戰2020年香港立法會選舉新界東選區，決定轉戰沙田區議會水泉澳選區。於是工聯會及民建聯聯合提名上屆於葵青區上大窩口選區落敗的劉展鵬參選本區，在投票人數及投票率均大幅提升下，方龍飛取得5,376票，以超過二千票之差大比數擊敗劉展鵬當選，民主派首次在此區勝出，而郭平亦於毗連的滿逸選區成功連任，亦令民主派首次於逸東邨全面執政，至於鄧家彪亦在水泉澳選區落敗。

## 歷屆議員
| 選區名稱 | 屆別           | 議員   | 政治聯繫                   | 政治聯繫 |
| -------- | -------------- | ------ | -------------------------- | -------- |
| 逸東     | 2004年－2007年 | 老廣成 |                            | 民建聯   |
| 逸東邨北 | 2008年－2011年 | 鄧家彪 |                            | 工聯會   |
| 逸東邨北 | 2012年－2015年 | 鄧家彪 |                            | 工聯會   |
| 逸東邨北 | 2016年－2019年 | 鄧家彪 | 工聯會 → · 工聯會／ 民建聯 |          |
| 逸東邨北 | 2020年− 2023年 | 方龍飛 |                            | 無黨籍   |

## 歷屆選舉結果
| 政党   | 政党           | 候选人    | 票数  | %     | ±      |
| ------ | -------------- | --------- | ----- | ----- | ------ |
|        | 民主動力       | ①. 方龍飛 | 5,376 | 61.80 | N/A    |
|        | 工聯會/ 民建聯 | ②. 劉展鵬 | 3,323 | 38.20 | -39.08 |
| 多数票 | 多数票         | 多数票    | 2,053 | 23.60 |        |

| 政党   | 政党   | 候选人    | 票数  | %     | ±      |
| ------ | ------ | --------- | ----- | ----- | ------ |
|        | 无党籍 | ①. 梁漢威 | 900   | 22.72 | N/A    |
|        | 工聯會 | ②. 鄧家彪 | 3,061 | 77.28 | +15.90 |
| 多数票 | 多数票 | 多数票    | 2,161 | 54.56 |        |

| 政党   | 政党   | 候选人    | 票数  | %     | ±     |
| ------ | ------ | --------- | ----- | ----- | ----- |
|        | 工聯會 | ①. 鄧家彪 | 2,691 | 61.38 | +7.97 |
|        | 民主黨 | ②. 郭平   | 1,693 | 38.62 | -7.97 |
| 多数票 | 多数票 | 多数票    | 998   | 22.76 |       |

| 政党   | 政党   | 候选人    | 票数  | %     | ±      |
| ------ | ------ | --------- | ----- | ----- | ------ |
|        | 民主黨 | ①. 郭平   | 1,317 | 46.59 | 新選區 |
|        | 工聯會 | ②. 鄧家彪 | 1,510 | 53.41 | 新選區 |
| 多数票 | 多数票 | 多数票    | 193   | 6.83  | 新選區 |

| 政党   | 政党   | 候选人    | 票数  | %     | ±      |
| ------ | ------ | --------- | ----- | ----- | ------ |
|        | 民建聯 | ①. 老廣成 | 1,959 | 59.44 | 新選區 |
|        | 民主黨 | ②. 郭平   | 1,337 | 40.56 | 新選區 |
| 多数票 | 多数票 | 多数票    | 622   | 18.87 | 新選區 |